# Torre de Santa Maria de la Capella
La Torre de Santa Maria de la Capella (en cors: Torra di Santa Maria Chjapella) és una torre genovesa construïda sobre una roca propera a la costa del Cap Cors, prop de la capella de Santa Maria, que li dona nom, al municipi de Rogliano, a l'illa de Còrsega (França). Està declarada 'Monument historique'.
Va ser construïda el 1549 per Giacomo da Mare. És una de les torres de guaita que van ser construïdes per la República de Gènova entre 1530 i 1620 per a la vigilància dels atacs dels pirates barbarescos. El 1794 la torre va ser parcialment destruïda pels vaixells de guerra britànics sota el comandament d'Horatio Nelson durant les guerres de la Revolució Francesa.